# LGBT práva v Myanmaru

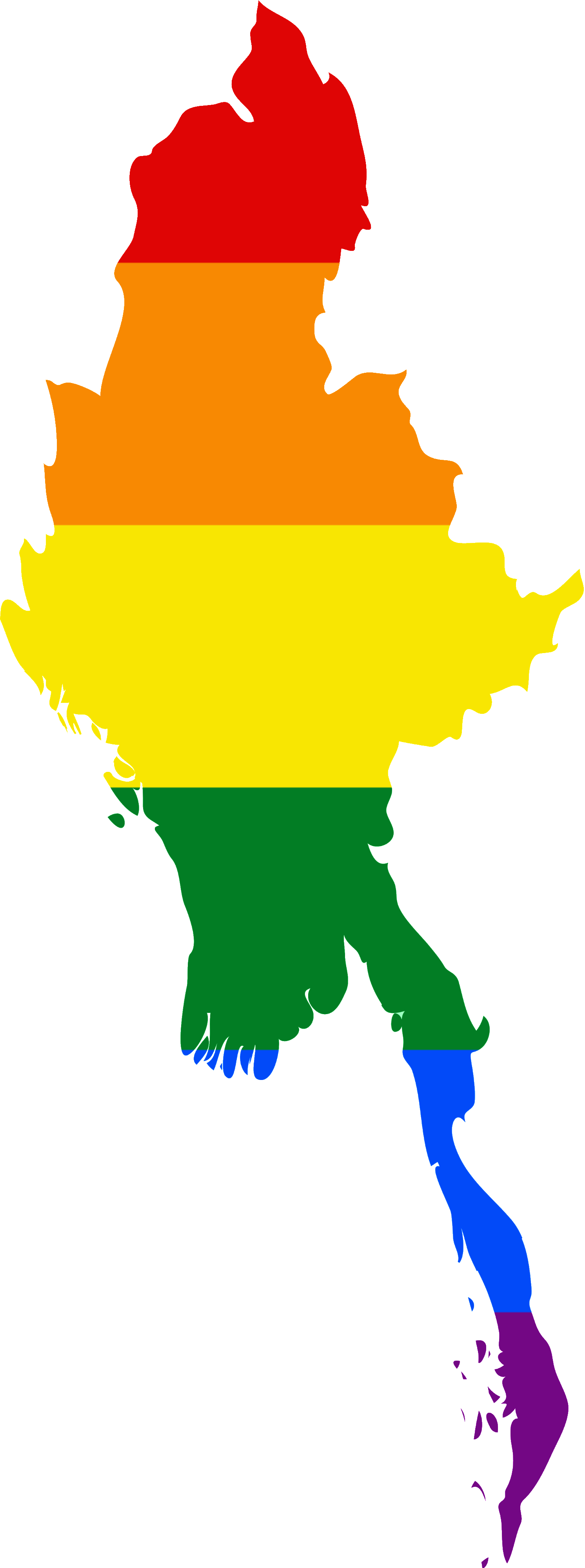
Duhová mapa Myanmaru

Lesby, gayové, bisexuálové a translidé (LGBT) se v Myanmaru (známém též jako Barma) setkávají s právními komplikacemi neznámými pro většinové obyvatelstvo. Stejnopohlavní sexuální aktivita je v Barmě nezákonná a je trestána pokutou a desetiletým nebo i doživotním vězením. Dřívější autoritářský charakter barmské vlády znamenal problém při získávání dostačujících informací o právním a sociálním postavení LGBT Barmců. Teprve až politické reformy v letech 2011-2012 týkající se občanských svobod a nezávislých médií umožnily získat více informací o LGBT komunitě.

## Trestní zákony
Sekce 377 trestního zákona zakazuje pohlavní styk mezi osobami stejného pohlaví a sodomii. Za spáchání trestného činu podle sekce 377 lze uložit kromě pokuty také odnětí svobody v délce trvání deseti let nebo na doživotí. V posledních letech neexistují žádné informace o uplatňování tohoto zákona. V r. 2001 usilovala exilová skupina s názvem All Burma Students' Democratic Front o jeho zrušení. Barmský výbor pro gay a lesbická práva (Comittee for Lesbigay Rights in Burma) toto uvítal, přestože taková změna nezískala žádnou politickou podporu.
Proti LGBT komunitě lze aplikovat následující sekce barmského trestního zákoníku:
- Sekce 269 a 270 trestá toho, kdo nevědomě šíří pohlavně přenosné choroby.
- Sekce 290 trestá toho, kdo se dopustí veřejného pohoršení (zákon přesně nedefinuje, co je tím myšleno) pokutou až dvou set rupií.
- Sekce 292-294 trestá toho, kdo vyrábí, prodává nebo distribuuje jakékoli materiály s obscénním obsahem, anebo se podílí na jejich výrobě.
- Sekce 372 trestá nabídku i poptávku sexuálních služeb ze strany osob mladších osmnácti let a svádění jiných k provozování prostituce či jiné práce na černo.
- Sekce 377 – Kdo vykoná pohlavní styk s jiným mužem, jinou ženou nebo se zvířetem, bude potrestán odnětím svobody v délce trvání dvou až deseti let, až doživotím, a peněžitým trestem ve výši čtyř set až tisíc rupií.
- Sekce 469 trestá účast na jakémkoli svatebním obřadu mimo zákonnou definici manželství.
- Sekce 5(j) zákona o mimořádných opatřeních zakazuje jakékoli snahy o demoralizaci jednotlivce nebo společnosti.[3]

### Manželství a rodina
Barma neuznává stejnopohlavní manželství nebo registrované partnerství uzavřené v zahraničí, a ani neumožňuje stejnopohlavním párům uzavřít oficiální svazek.

### Společnost & kultura
Během vojenského režimu nebyla takřka možná žádná existence LGBT politického nebo sociálního života. Barmské sociální normy týkající se lidské sexuality jsou extrémně konzervativní.
Aung Myo Min je otevřeně homosexuálním mužem angažujícím se v All Burma Students Democratic Front (ASDF). Když v r. 2005 mluvil o svém coming outu, zmínil se o přetrvávající homofobii, a to i v demokratické opozici. V současné době se angažuje v exilových lidskoprávních organizací, mezi něž patří například Barmský výbor pro gay a lesbická práva. 
V roce 2003 zveřejnila FocusAsia příběh Nata Kadawe. Utopický průvodce Kambodžou, Laosem, Myanmarem a Vietnamem ukázal příběh transgender šamana vyvolávajícího duchy na místních slavnostech. V Barmě nefungují žádné gay bary, ani LGBT organizace. Jsou známy pouze nepotvrzené informace o nočních klubech, které se zaměřují jak na heterosexuální, tak i na LGBT klientelu.

### Současná situace
Navzdory nezákonnosti se homosexualita i transgender stávají v Barmě čím dál více viditelnými, zejména po politických reformách. Přestože sňatky mezi osobami stejného pohlaví nejsou povoleny, ve větších městech jako jsou Rangún a Mandalaj existují gay a lesbické páry. Stejnopohlavní páry též mohou slavit své sňatky ve velkých městech a to bez postihu.
V roce 2012 se v několika barmských městech konaly první festivaly gay pride na počet Mezinárodního dne proti homofobii, bifobii a transfobii. V roce 2016 byl poprvé v barmských biografech promítán LGBT film The Gemini, který otevřeně kritizuje barmské antihomosexuální zákony.

## Souhrnný přehled
| Legální stejnopohlavní styk                                                            | (Trest: Až doživotní vězení) |
| Stejný věk legální způsobilosti k pohlavnímu styku pro obě orientace                   | No                           |
| Antidiskriminační zákony v zaměstnání                                                  | No                           |
| Antidiskriminační zákony v přístupu ke zboží a službám                                 | No                           |
| Antidiskriminační zákony v ostatních oblastech (homofobní urážky, zločiny z nenávisti) | No                           |
| Stejnpohlavní manželství                                                               | No                           |
| Jiná forma stejnopohlavního soužití                                                    | No                           |
| Adopce dítěte partnera                                                                 | No                           |
| Společná adopce dětí stejnopohlavními páry                                             | No                           |
| Gayové a lesby smějí otevřeně sloužit v armádě                                         | No                           |
| Možnost změny pohlaví                                                                  | No                           |
| Přístup k umělému oplodnění pro lesbické ženy                                          | No                           |
| Náhradní mateřství pro gay páry                                                        | No                           |
| MSM smějí darovat krev                                                                 | No                           |